# 長岡市市民体育館
長岡市市民体育館（ながおかし しみんたいいくかん）は、新潟県長岡市学校町にある体育館。

## 歴史
新潟大学工学部跡地に長岡市立中央図書館や市民文化公園とともに整備され、1989年（平成元年）春にオープン。テニスコート3面分がとれる大アリーナ（屋内運動場）のほか、小アリーナ、トレーニング室、武道場、弓道場、ランニングコースを備えた施設としてオープンした。

## 交通
- 越後交通「学校町1丁目」バス停より徒歩約3分。
- 越後交通「市民体育館前」バス停より徒歩すぐ。